# Henrik Björklund
Henrik Björklund, född 22 september 1990 i Karlstad i Värmlands län, är en svensk ishockeyspelare som spelar för Färjestad BK i SHL.
Björklund är den spelaren som gjort flest poäng och mål i HockeyAllsvenskan. I november 2021 blev han den första spelaren att nå 200 mål i ligan.

## Karriär
Björklunds moderklubb är Färjestad BK. År 2007 spelade han sin första SHL-match för Färjestad BK. Han lånades senare ut till Skåre BK för spel i Division 1. Säsongen 2009/2010 var han utlånad till Borås HC i HockeyAllsvenskan och säsongen därpå till Rögle BK.
Han fick inte förlängt kontrakt med Färjestad BK inför säsongen 2011/2012. Han skrev istället på för Örebro HK. Redan i januari 2012 fick han dock lämna klubben. Den 9 januari 2012 blev han klar för spel i IF Troja-Ljungby, där han spelade säsongen ut. Han värvades sedan till BIK Karlskoga, där han spelade till och med säsongen 2015/2016. Säsongen 2016/2017 värvades han till Modo Hockey, där han under sina två första säsonger även var assisterande lagkapten. Han hade en framgångsrik första säsong i Modo Hockey med 39 poäng (varav 20 mål) på 47 matcher. Inför säsongen 2020/2021 skrev han kontrakt med BIK Karlskoga. Han noterades för 56 poäng, varav 26 mål, på 52 spelade matcher säsongen 2020/2021.
Säsongen 2021/2022 utnämndes han till HockeyAllsvenskans MVP.
Inför säsongen 2022/2023 skrev han kontrakt med Färjestad BK i SHL.